# Antônio Marcus Alves de Souza
Antônio Marcus Alves de Souza (Itabaiana, 3 de junho de 1966), também conhecido como Marcus Alves, é um poeta, contista, jornalista e sociólogo brasileiro.

## Biografia
Antônio Marcus Alves de Souza nasceu em Itabaiana, estado da Paraíba, no dia 3 de junho de 1966, porém foi registrado na cidade de Gurinhém.
Filho caçula do casal José Alves de Souza e Francisca Josefina Chaves mudou-se para João Pessoa onde iniciou a sua graduação na Universidade Federal da Paraíba em Jornalismo. Formado, consolidou a sua carreira acadêmica na UnB em Brasília onde obteve o título de Doutorado em Sociologia.

## Carreira
Doutor em Sociologia pela Universidade de Brasília (UnB), onde desenvolveu pesquisas sobre a cultura pop/rock no Brasil. No início dos anos 1990 defendeu dissertação de mestrado na Faculdade de Comunicação daquela instituição sobre a produção musical das bandas Legião Urbana, Titãs e Paralamas do Sucesso.
Seu trabalho, publicado no livro "Cultura rock e arte de massa" (Ed. Diadorim, 1995) defende a ideia de que a força da música pop/rock está associada não apenas aos "poderes" da indústria cultural, mas a uma característica do chamou de arte de massa: uma categoria de arte que une crítica social e divertimento. Esse conceito foi desenvolvido originalmente pelo filósofo alemão Walter Benjamin, ligado à Escola de Frankfurt. Antônio Marcus recuperou o conceito e o associou à produção musical dos anos 1980 que foram marcados pela temática crítico, social e política. Mais recentemente, já nos anos 2000, ele escreveu o livro "Cultura no Mercosul: uma política do discurso", (Ed. Plano/FAP, Brasília) no qual discute as políticas de culturas do Brasil para o Mercado Comum do Cone Sul. Também é autor de uma obra poética por meios dos livros "O Eterno e o Provisório" (Ed. da UFPB), "Arqueologia" (Editora Moura Ramos) além do conto "K encontra Paludes" (Editora do CCTA/Cartonera Aberta). 
Foi professor no curso de Comunicação Social da Universidade Católica de Brasília (UCB) e no curso de Direito do Instituto Superior de Educação da Paraíba (IESP). Neste último se dedicou por mais de 10 anos às disciplinas de Sociologia Jurídica, Filosofia Jurídica e Ciência Política. No campo da política vem atuando como gestor público, tendo sido secretário de Comunicação nos municípios de Conde (PB) e de João Pessoa (PB). Antes, porém, foi diretor de comunicação do Ministério de Integração Nacional (MI) e assessor técnico da Secretaria de Desenvolvimento do Centro Oeste (SCO), deste ministério, durante a gestão do ministro Ciro Gomes. No campo da atuação cultural tem feito diversas curadorias de artes plásticas, literatura e música, como as dos artistas Josenildo Suassuna, Rose Catão, Flaw Mendes, Wilson Figueiredo, Juliana Alves, Sayonara Brasil, Vanessa Cardoso. Fez a curadora da exposição coletiva de artistas plásticos durante o I Festival Internacional de Música de Câmara (PPGM/UFPB). É curador do evento "Augusto das Letras", realizado pela Fundação Cultural Cidade de João Pessoa (Funjope) e do II Festival Internacional de Música de Câmara (PPGM/UFPB), na área de literatura.  
Em 2020, após a eleição do prefeito Cícero Lucena, foi nomeado como Diretor Executivo da Fundação Cultural de João Pessoa - Funjope.

## Poesia
Marcus Alves atuou profissionalmente por diversos veículos jornalísticos de Minas Gerais, especialmente do Triângulo Mineiro, durante as décadas de 90 e 2000. Neste período começou a desenvolver seu talento literário, fortemente influenciado pelo estilo poético de Francisco Alvim, seu mentor. O convívio com o cenário interiorano caracterizaria o seu estilo linguístico, em prosa e em verso, compondo a mescla das percepções do cotidiano com as marcas deixadas pela sua infância, reminiscências de sua terra natal, latentes no seu eu-lírico.

## Publicações
- Cultura Rock e arte de massa - crítica social e divertimento no Rock Brasil dos anos 80 (1995)
- Cultura no Mercosul - uma política de discurso (2004)
- O Eterno e o Provisório - Poemas (2007)
- Arqueologia - Poemas (2013)
- K encontra Paludes - Conto (2018)
- Vírus e o Anjo de Van Gogh - Poemas (2022)
- O menino e a  sineta e outros contos - Contos (2023)